# Ferula myrioloba
Ferula myrioloba är en flockblommig växtart som beskrevs av Karl Heinz Rechinger. Ferula myrioloba ingår i släktet stinkflokesläktet, och familjen flockblommiga växter. Inga underarter finns listade i Catalogue of Life.